# Пантограмма
Пантограмма, омограмма (термины А. Бубнова); равнобуквица (термин С. Федина), равнорифмица (термин Г. Лукомникова) — произведение комбинаторной поэзии, в котором буквенный состав стихотворных строк попарно идентичен, а различно лишь расположение словоразделов. В некоторых источниках также ошибочно называется гетерограммой, несмотря на то, что этот термин был ранее закреплён за другой формой комбинаторной поэзии. Пантограмму также квалифицируют как визуальную панторифму: в отличие от собственно панторифмы, в пантограмме могут различаться места расположения ударений, зато в панторифме могут употребляться слова одинакового звучания, но разного написания.
Хотя первые примеры равнобуквиц или близких к ним равнозвучий (термин Г. Лукомникова) появились уже в начале XX века, по-настоящему равнобуквица была осознана как отдельный вид комбинаторной поэзии только в конце XX века, во-многом благодаря классическим текстам Дмитрия Авалиани. Известные примеры равнобуквиц дали также Герман Лукомников, Сергей Федин, Айдын Ханмагомедов, Татьяна Михайловская. Предлагалось использование пантограмм и других сходных форм в педагогической практике на уроках русского языка.
Этот вид комбинаторной поэзии, получивший развитие во второй половине XX в., вкупе с палиндромами Говард Бергерсон назвал литературными шахматами.

## Примеры
Спят или

Спятили?

На снегу - стая

Нас негустая...

Ищу пальцами

и щупальцами...
 

Герман Лукомников

Не грусти, Рая,

негру стирая!

То вру, кидаюсь,

то в руки даюсь...

Небеса ликуют - 

не беса ли куют?

Сергей Федин

Не бомжи вы,

небом живы.

Пойду, шаман, долиною —

пой, душа, мандолиною!

Верти, кали, искри, жаль

вертикали и скрижаль.

Горда ль

гор даль?

Ниц, шея, гнись.

Ницше, ягнись.

Получу, человечек,

получучел-овечек.

О труп, о раб,

о ум, о тать! —

от рупора б,

о, умотать —

иди, кто ранен адом алым…

И диктора не надо малым. 
 

Дмитрий Авалиани

Утро пылает

догмой,

у тропы лает

дог мой.

Утро пытает

гаммой,

у тропы тает

гам мой. 
 

Айдын Ханмагомедов